# Вальдемар Прусский (1868—1879)
Принц Йоахим Фридрих Эрнст Вальдемар Прусский (10 февраля 1868, Дворец кронпринцев — 27 марта 1879, Новый дворец в Потсдаме) — шестой ребёнок и младший сын кронпринца Фридриха Вильгельма (позже король Пруссии и император Германии Фридрих III) и Виктории Саксен-Кобург-Готской, старшей дочери королевы Виктории и принца Альберта.

## Жизнь
Вальдемар был живым и весёлым мальчиком, шумным и резвым, с чувствительным, независимым и честным характером. Он быстро учился, и его мать находила удовольствие в его обучении. У Вальдемара был «весёлый» характер, отличное чувство юмора и он любил животных. Однажды, навещая свою бабушку королеву Викторию, Вальдемар отпустил погулять своего любимого крокодила в её кабинете, что до глубины души поразило пожилую королеву. Королевская принцесса писала, что она будет очень расстроена, когда Вальдемару придёт время ходить в школу, «поскольку он её мальчик». Казалось, она любила Вальдемара больше его старших братьев Вильгельма и Генриха.
Менее чем через четыре месяца после смерти его тёти по материнской линии, принцессы Алисы, великой княгини Гессенской, и двоюродной сестры Марии, Вальдемар серьёзно заболел дифтерией и умер в Берлине 27 марта 1879 года. Он был похоронен в королевском мавзолее Фриденскирхе в Потсдаме, близко к главному алтарю и своему старшему брату принцу Сигизмунду. Позднее его родители были похоронены недалеко от центра мавзолея прямо под куполом.